# 메건 오리
메건 오리(Meghan Ory, 1982년 8월 20일 ~ )는 캐나다의 배우이다.

## 출연 작품

### 영화
- 클루리스 2 (1999, Hayley Wagner, Star)
- 디코이스 (2004)
- 존 터커를 죽여라 (2006)
- The Making of 'Blonde and Blonder' (2007) - 본인
- Blonde and Blonder (2007)
- 다크 하우스 (2009)
- Winner: Best Short Film (2010) - 단편
- 데드 라이징: 와치타워 (2015)

### 텔레비전
- Higher Ground (2000)
- South Beach (2006)
- 비바 로플린 (2007)
- 트루 저스티스 (2010-11, True Justice)
- 원스 어폰 어 타임 (2011-18)
- 수퍼내추럴 (2012)
- 인텔리전스 (2014)
- 체서피크 쇼어 (2016-22)